# Abimwa ramulosa
Abimwa ramulosa är en insektsart som beskrevs av Rauno E. Linnavuori 1978. Abimwa ramulosa ingår i släktet Abimwa och familjen dvärgstritar. Inga underarter finns listade i Catalogue of Life.